# Seminario vescovile di Asti
Il Seminario vescovile di Asti è un edificio barocco, sede degli studi ecclesiastici astigiani, sito nella piazzetta del Seminario nel Rione Cattedrale.

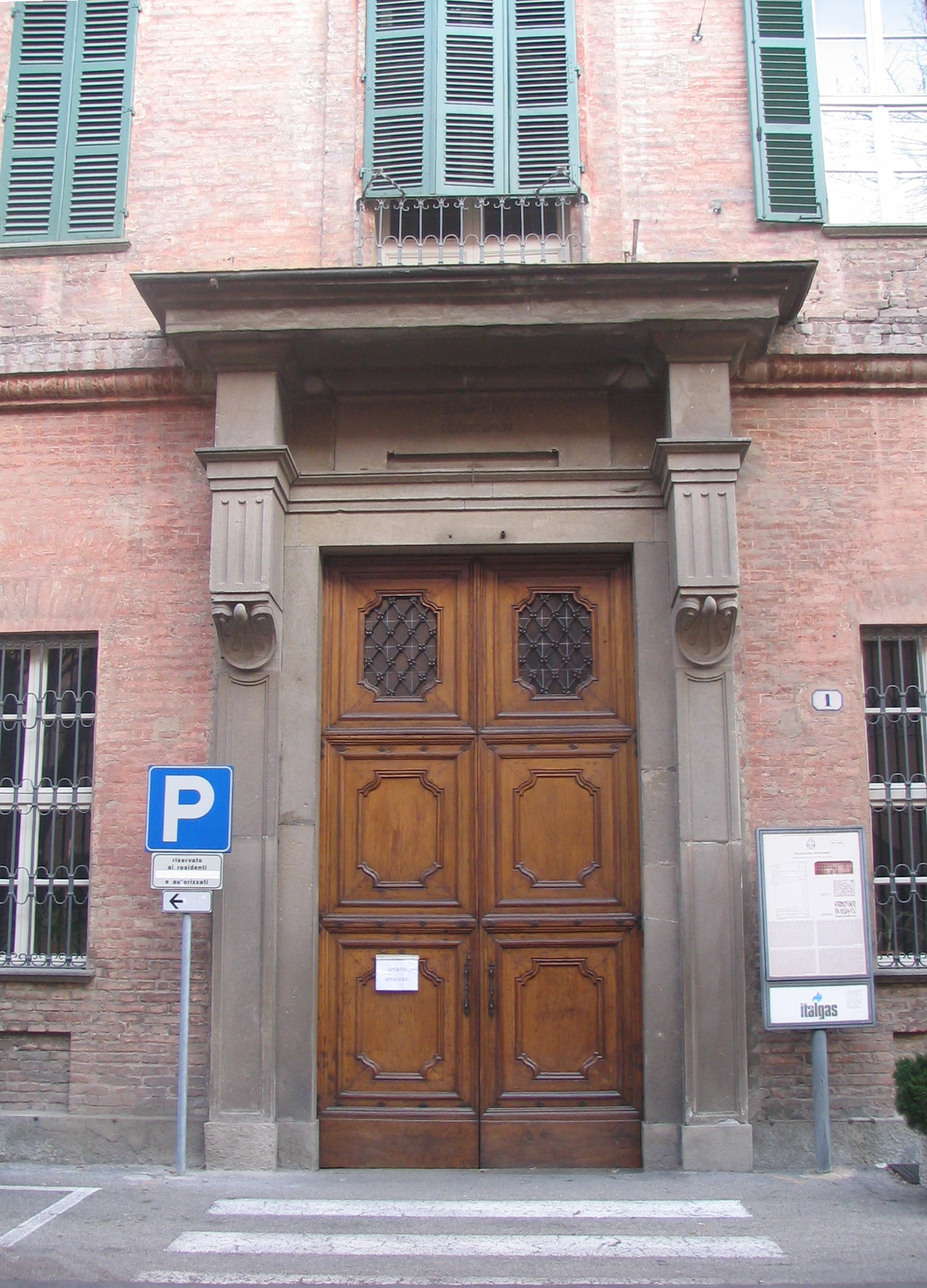
Portone d'ingresso del seminario.

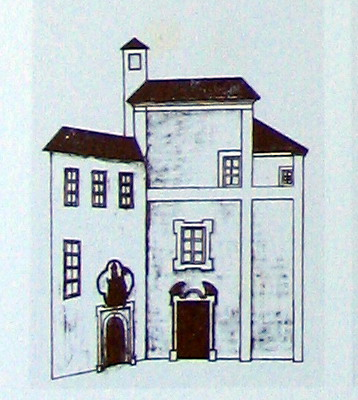
Facciata della chiesa di Sant'Ilario e antico seminario (da un disegno di Stefano Giuseppe Incisa del 1806).

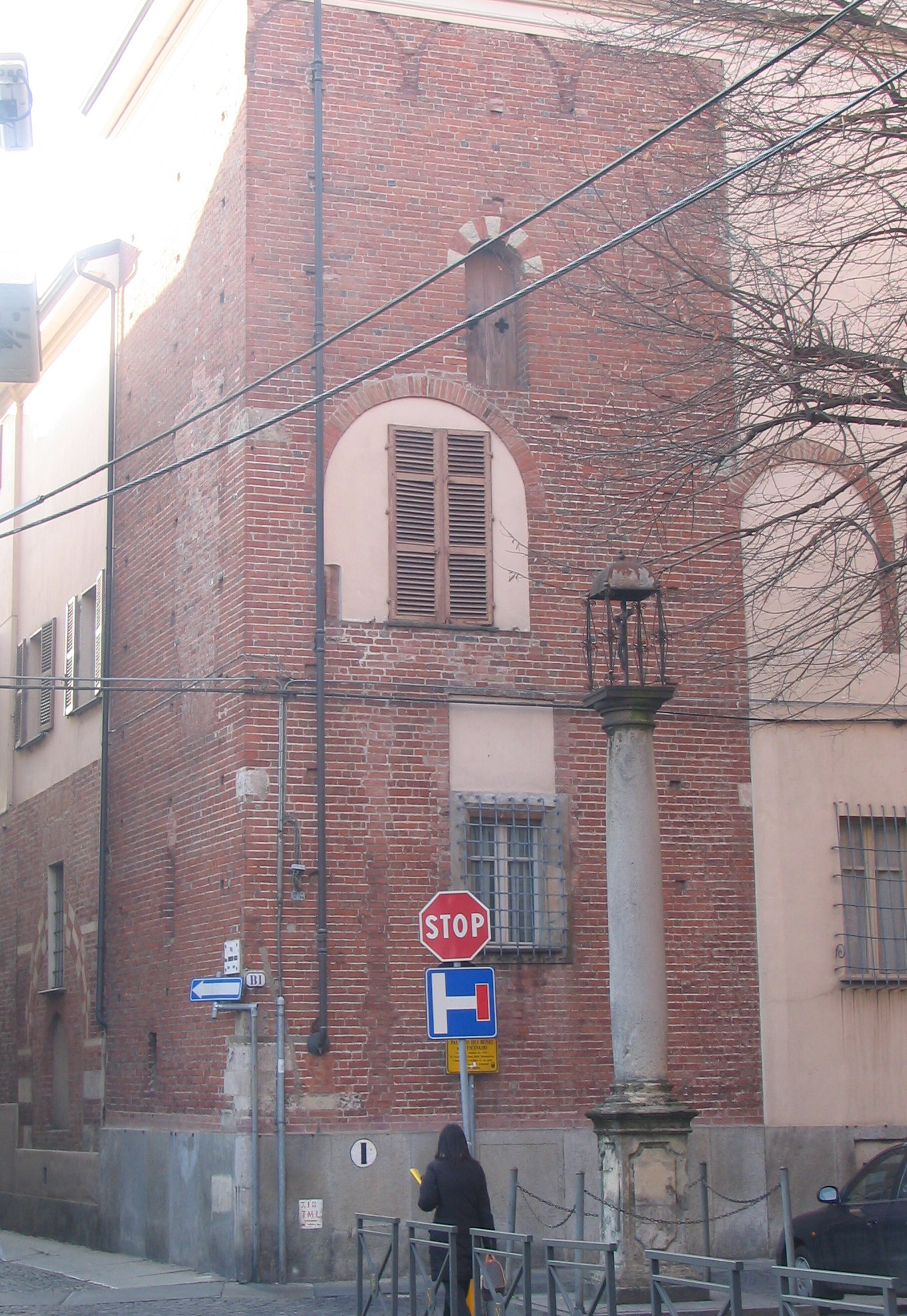
Colonna eretta a ricordo della chiesa di San Sisto nella piazzetta del Seminario vescovile.

Lo scalone progettato da Benedetto Alfieri.

## Storia
Il primo seminario fu aperto nel 1574, per volontà del vescovo Domenico della Rovere, in una casa attigua all'antica chiesa di Sant'Ilario, parrocchia esistente fin dal XIII secolo. La parrocchia era stata soppressa nel 1565 e inglobata nel Rione Cattedrale, cosicché la chiesa venne poi denominata "Sant'Ilario del Seminario". La chiesa, a tre navate con un altare centrale, e l'attigua casa sorgevano sul lato nord dell'attuale Seminario.
Stando alla relazione della visita apostolica del vescovo di Sarsina Angelo Peruzzi nel 1585, la comunità clericale contava allora 25 studenti e la rendita del seminario superava i mille scudi. Reggeva la cattedra il canonico don Giulio Penna, prevosto della collegiata di San Martino.
Nei secoli il numero dei chierici aumentò, rendendo insufficiente l'edificio. Il vescovo Paolo Maurizio Caissotti, nel 1762, incaricò il conte Benedetto Alfieri, primo architetto del re Carlo Emanuele III di progettare un nuovo seminario che fosse funzionale per i numerosi seminaristi, ma anche esteticamente austero e rigoroso vista l'importante funzione spirituale dell'edificio.
Per poter aumentare la superficie disponibile, furono abbattute le attigue case dei Padri Filippini e l'antichissima chiesa di San Sisto, a ricordo della quale venne eretta una colonna sormontata da un crocefisso che fa ancora bella mostra di sé davanti al Seminario.
L'esecuzione dei lavori venne affidata al capomastro Bernardo Guggia che li terminò nell'autunno del 1775.
Lo splendido progetto dell'Alfieri non poté essere eseguito integralmente per mancanza di finanziamenti.

Dei quattro fronti con il cortile interno, ne vennero realizzati solamente tre (manca infatti la manica ovest).

Dei tre piani, l'ultimo venne costruito solo in parte, ed il primo, che doveva essere completamente formato da portici che confliuivano in un atrio centrale, venne ridimensionato.

Anche l'aula magna a forma ellissoidale che doveva essere costruita sopra al monumentale refettorio alto due piani, non venne mai realizzata ma trasformata in cappella, visto che il progetto della splendida chiesa rotonda, che doveva sorgere sull'angolo nord-ovest, non venne mai realizzato.
Malgrado questo, il canonico Lorenzo Gentile descrive nel 1932 la costruzione come "... senza dubbio il più bell'edificio moderno della città".
Nel 1798, i francesi entrarono in Asti ed una parte dell'edificio, quella a levante, venne adibita ad alloggiamenti militari mentre la zona sud venne occupata dagli uomini addetti ai forni.
Il 30 novembre gli alunni furono solamente 12.
Il 16 giugno 1800, il Seminario chiuse, forse in seguito anche al ritiro a San Damiano d'Asti del rettore Aliberti per motivi di salute. 
L'edificio riaperse i battenti il 22 novembre 1801 con una trentina di allievi.
Tra gli illustri visitatori del Seminario astigiano vi fu anche il poeta risorgimentale Silvio Pellico, che lasciò ai chierici una lettera e dedicò a loro alcuni versi.

## La biblioteca
L'edificio ospita anche la Biblioteca del Seminario Vescovile di Asti, istituita dal vescovo Giovanni Todone nel 1730, che vanta uno dei patrimoni librari più cospicui e importanti del Piemonte.

## I gabinetti di fisica
In seguito al restauro dell'edificio del 1998, sono stati recuperati all'ultimo piano del Seminario in alcuni locali adiacenti all'osservatorio meteorologico, alcuni strumenti utilizzati per gli esperimenti di fisica e chimica utilizzati nel XIX secolo.
Di particolare interesse sono anche le trenta tavole di botanica, ecologia e fisica, oltre alle pubblicazioni del Ministero dell'Agricoltura Industria e Commercio, dal 1879 al 1889.

## I dipinti
Nei locali del Seminario vi sono alcuni dipinti di particolare importanza del XVI, XVII e XIX secolo tra cui ricordiamo una "Natività con i santi Bartolomeo e Benedetto", opera di Gandolfino da Roreto del XVI secolo, una "Adorazione dei Magi" di Jacobino e Giovanni Longo del 1517 e il "Ritratto di mons. Luigi Garberoglio" di Michelangelo Pittatore del 1896.

## Galleria d'immagini

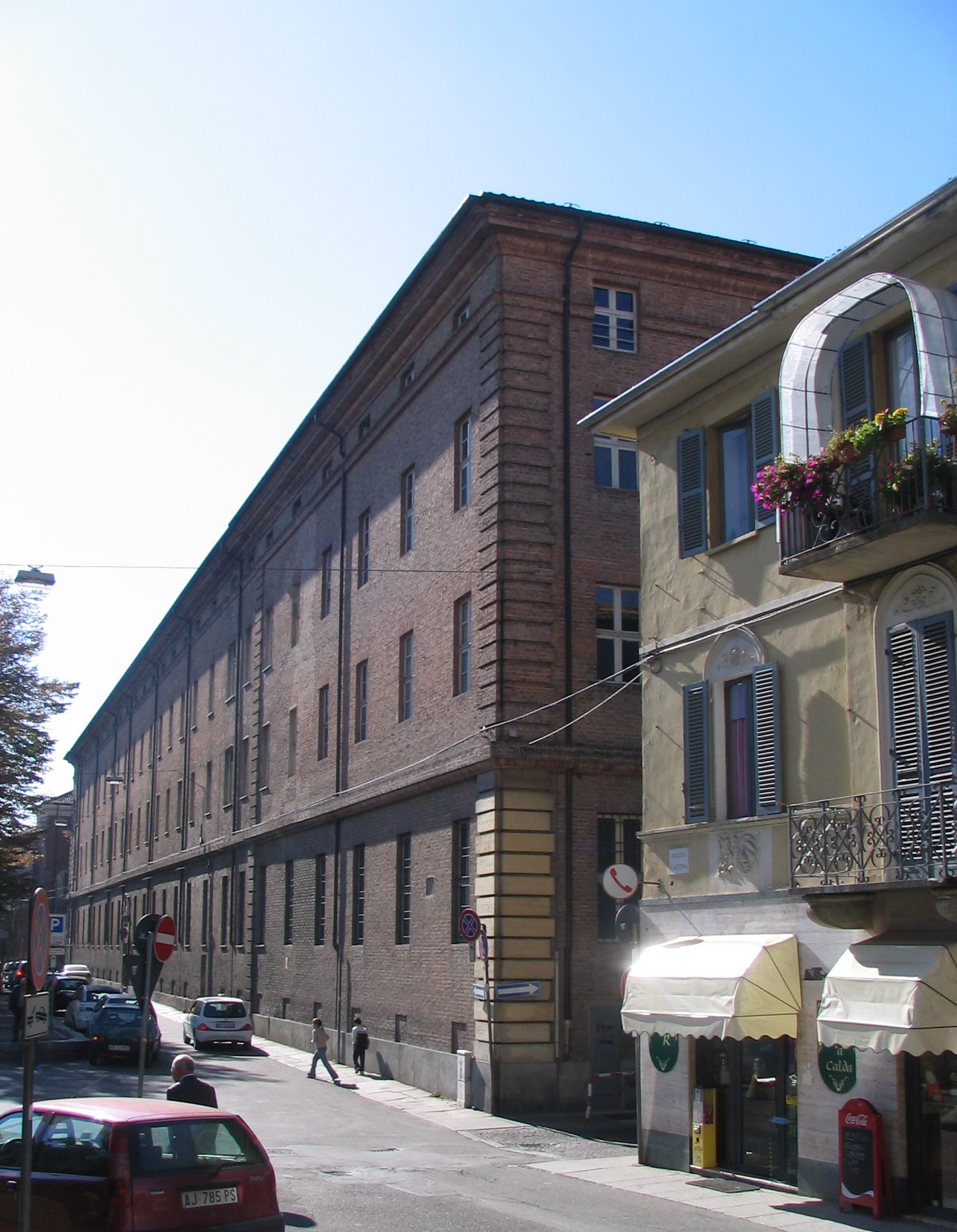
Seminario vescovile, lato orientale (Piazza Catena)
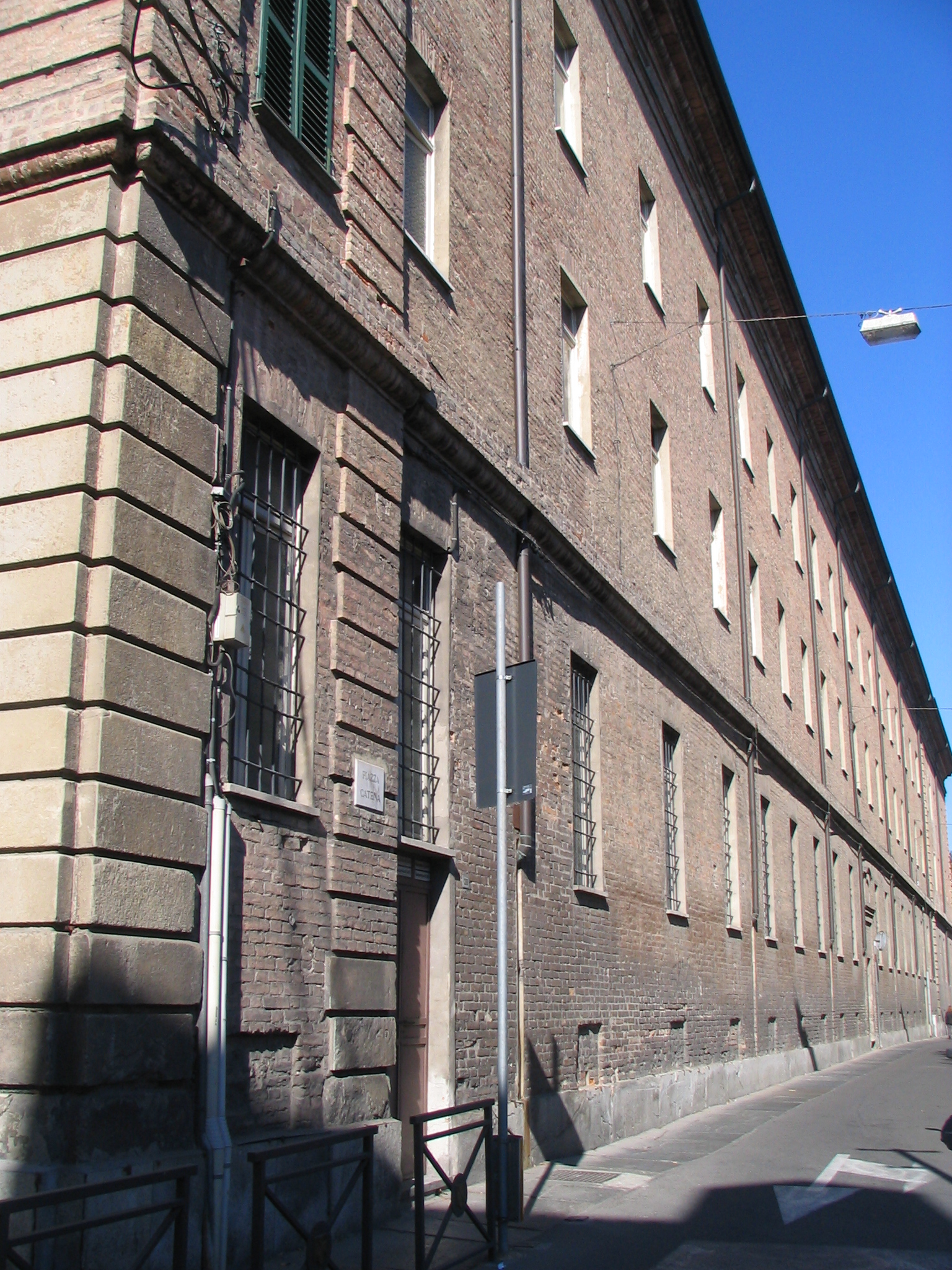
Seminario vescovile, lato orientale
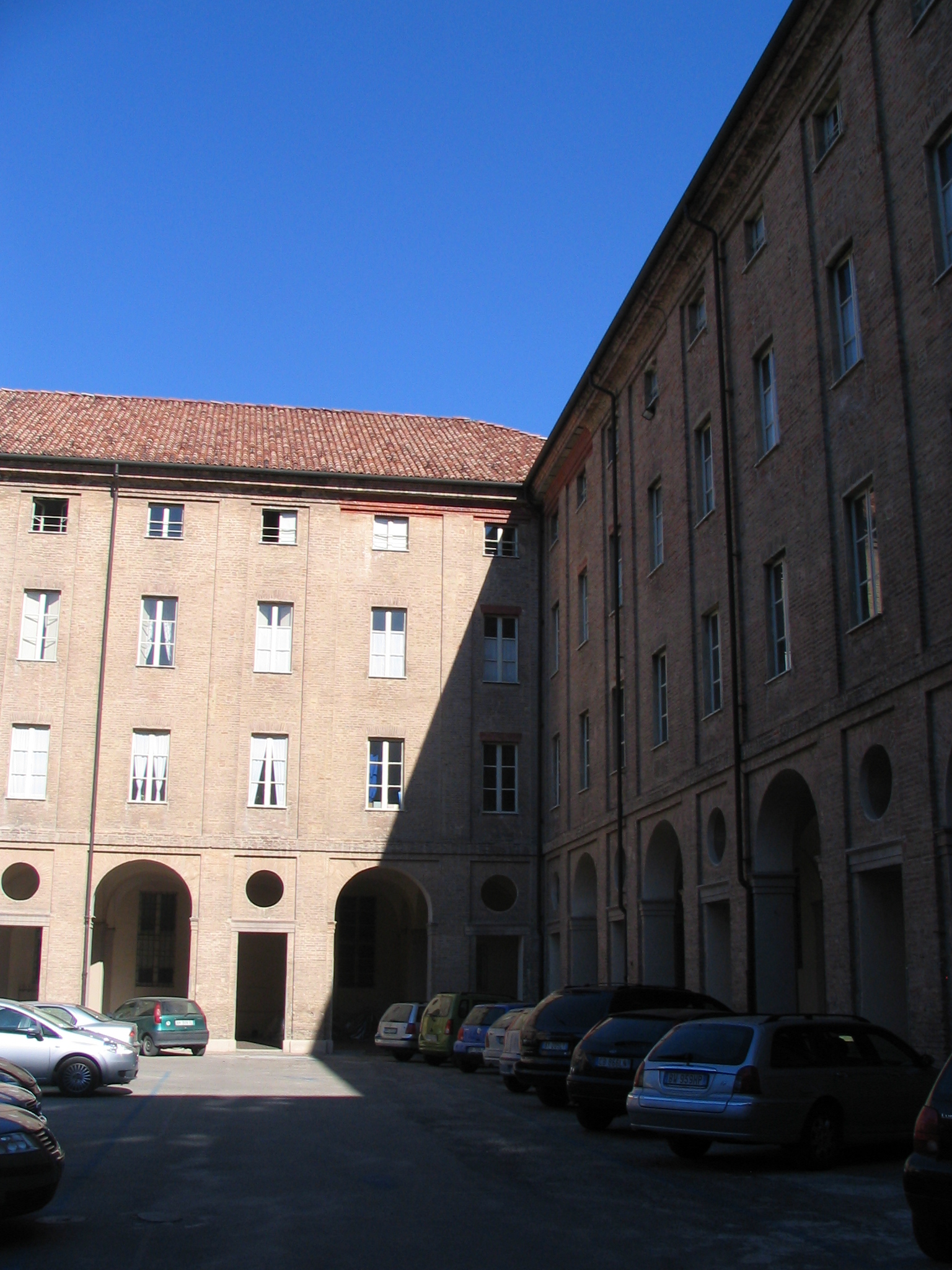
Seminario vescovile, il cortile
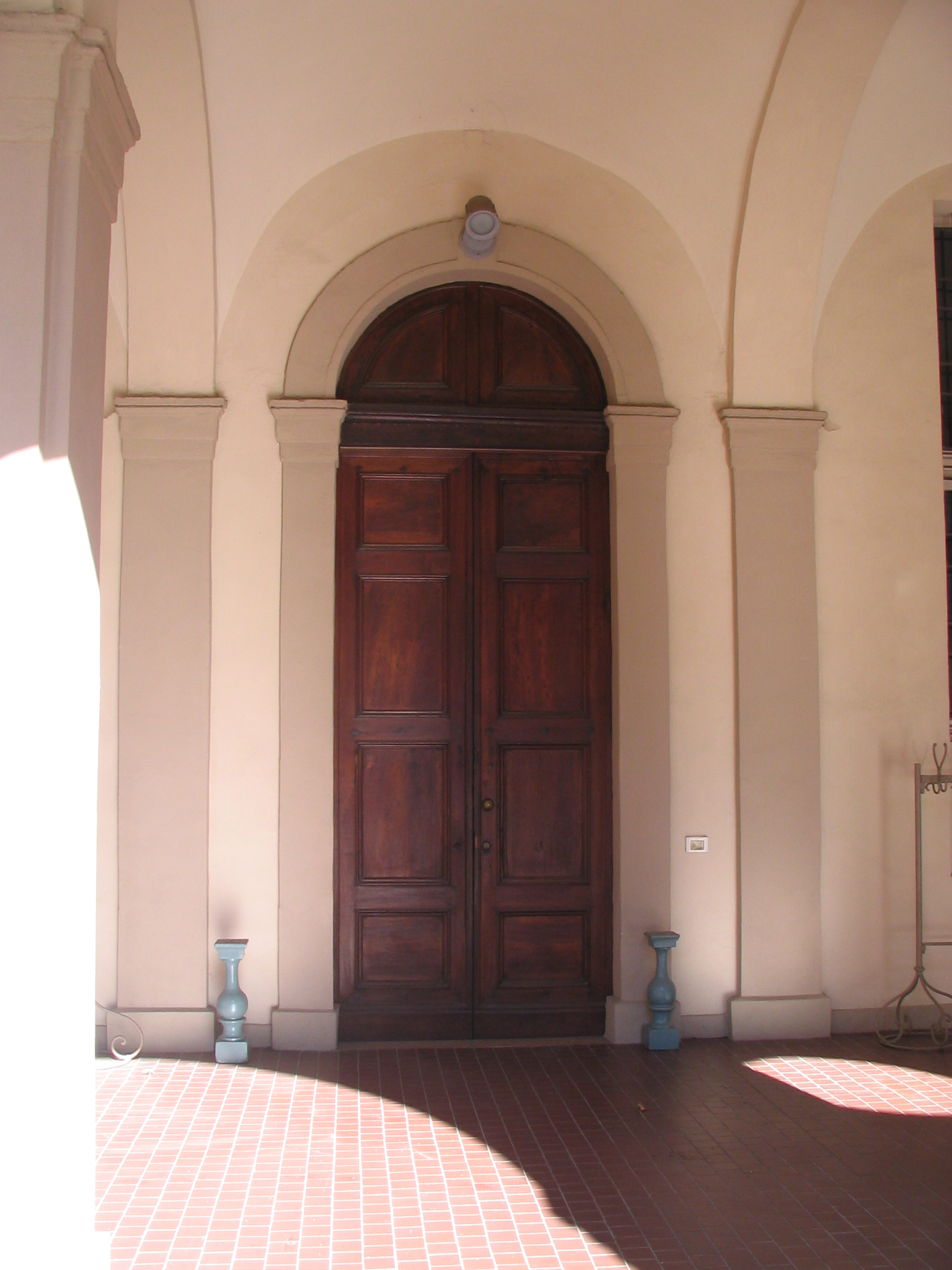
Seminario vescovile, entrata nel cortile
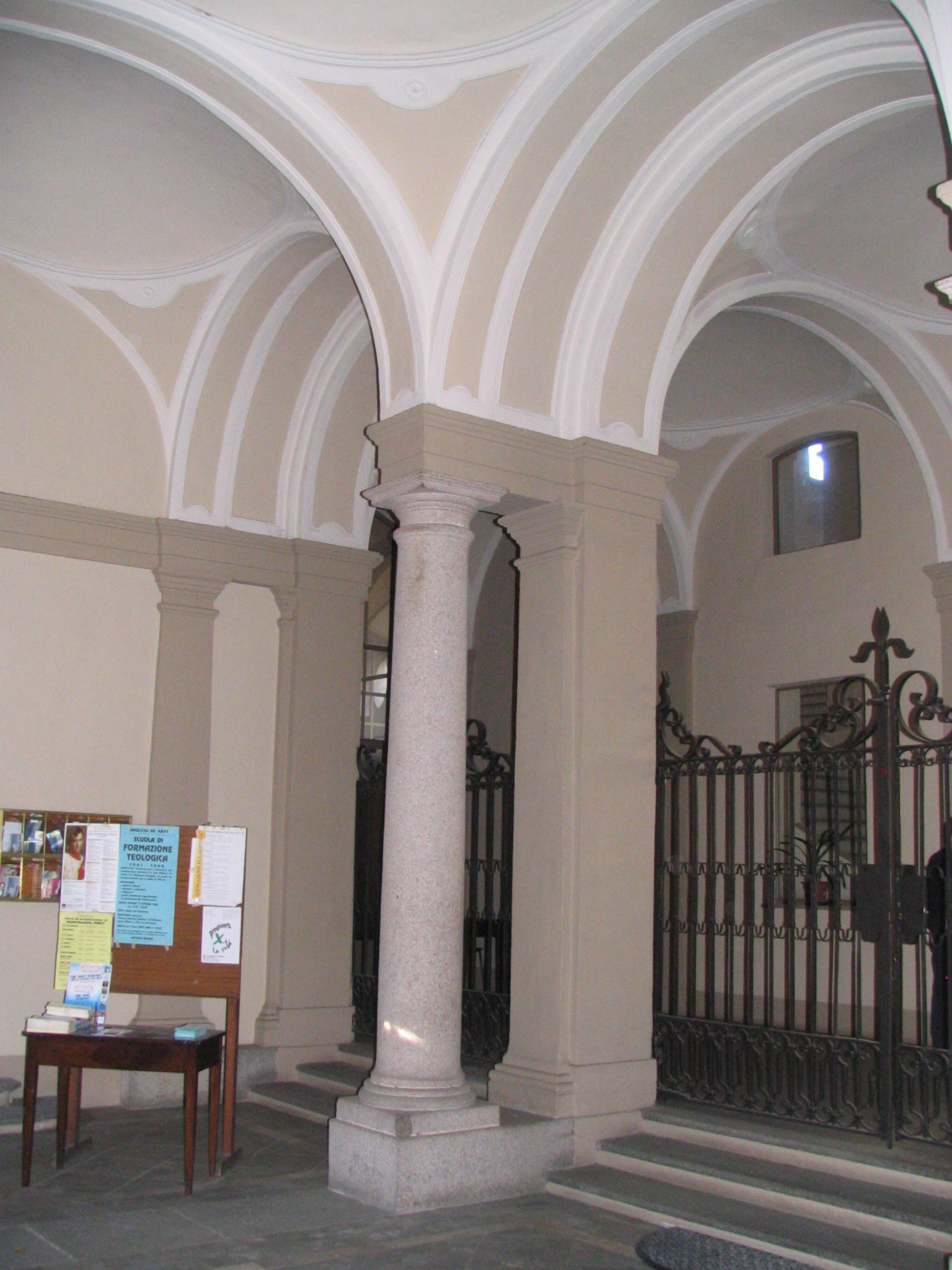
Seminario vescovile, atrio
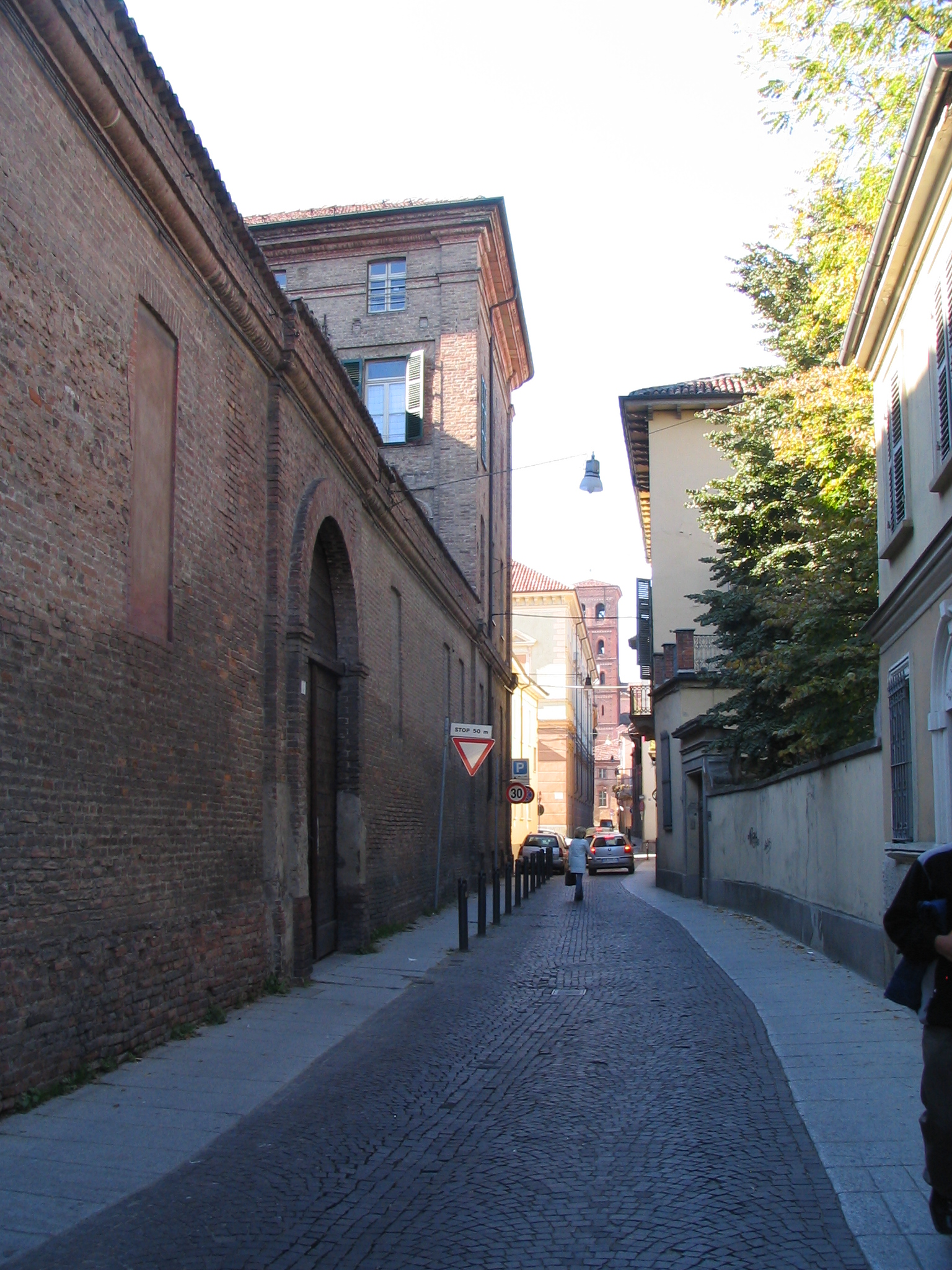
Seminario vescovile, lato nord
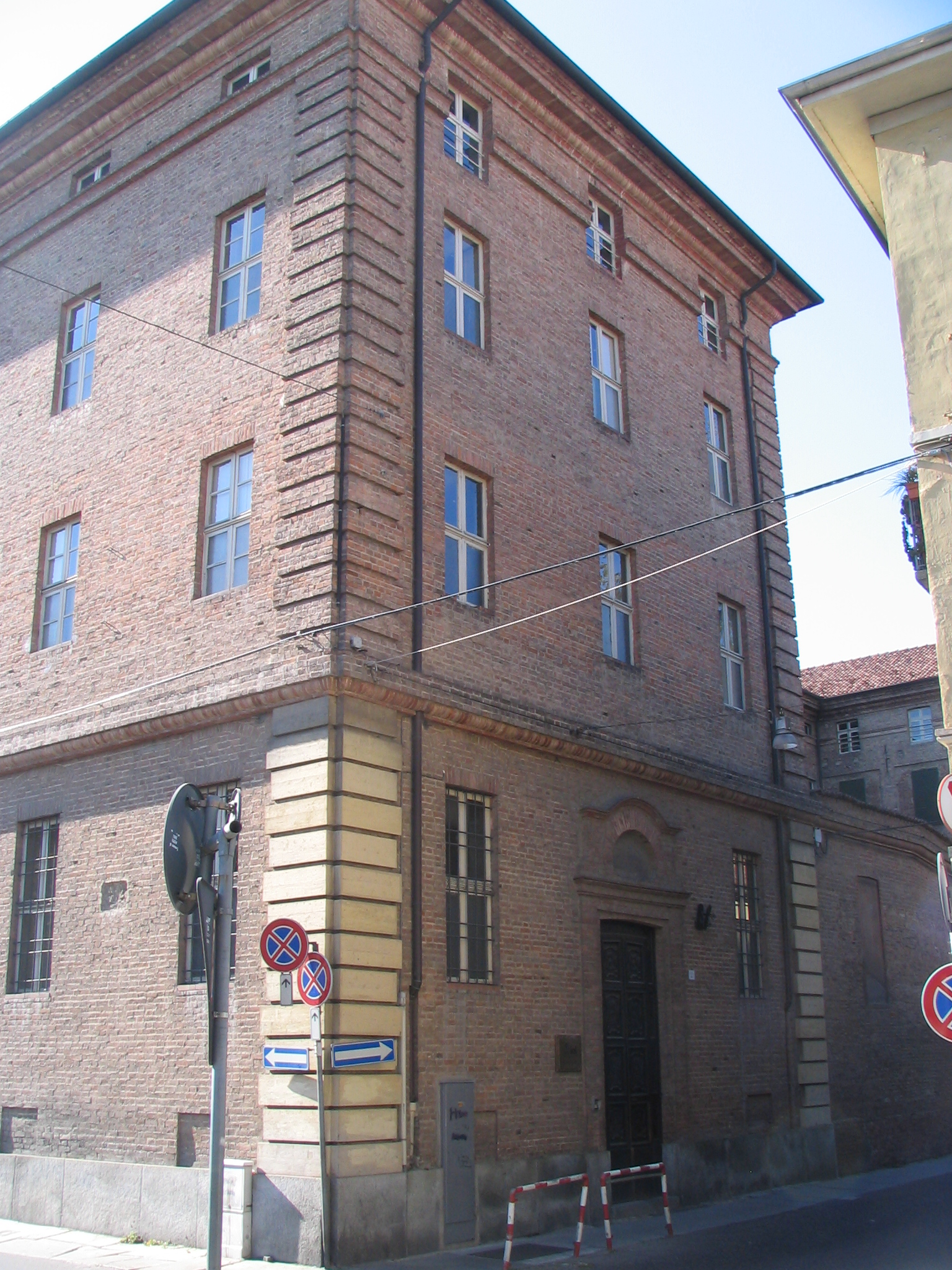
Seminario vescovile, entrata nord
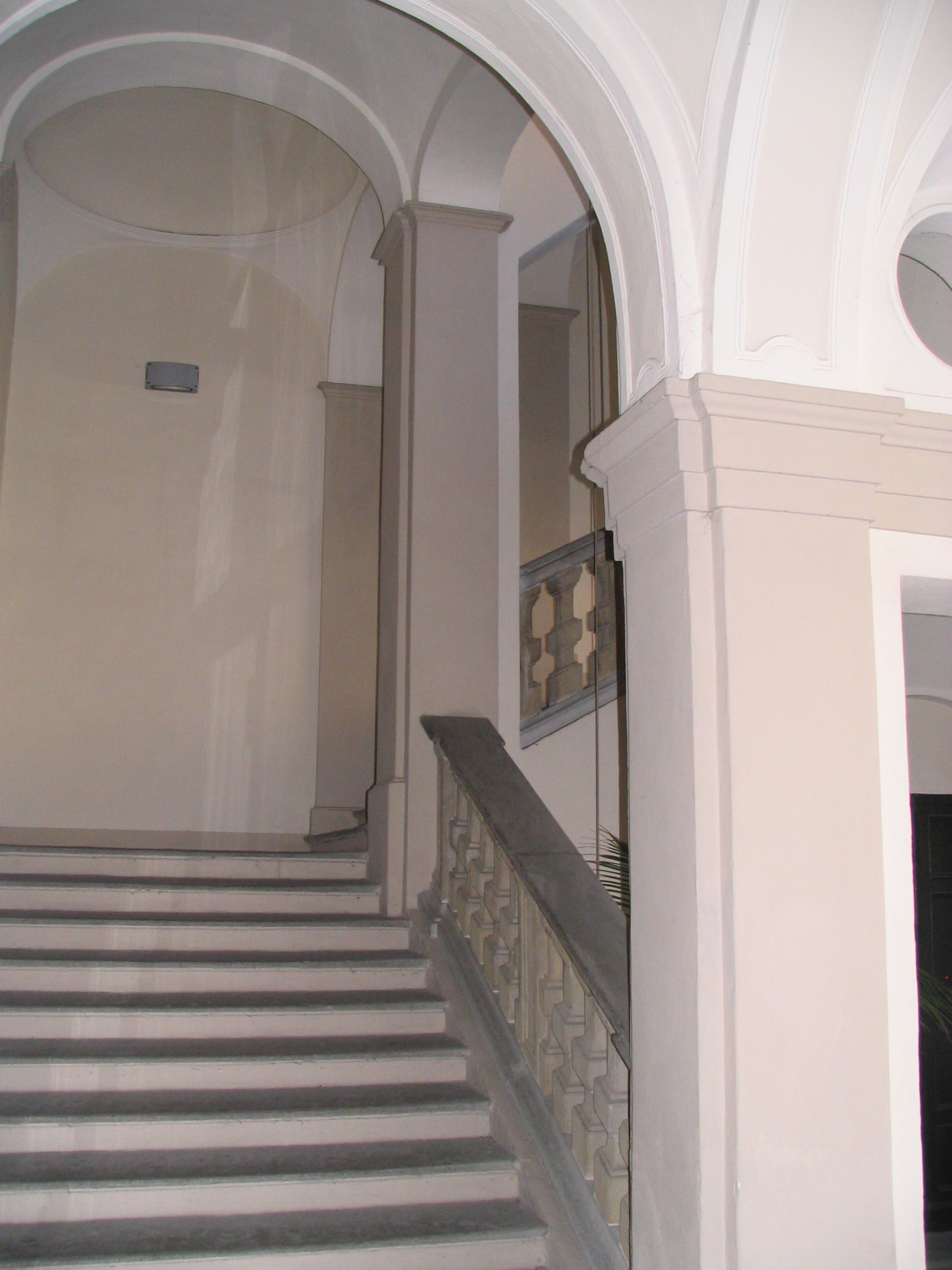
Seminario vescovile, lo scalone di Benedetto Alfieri
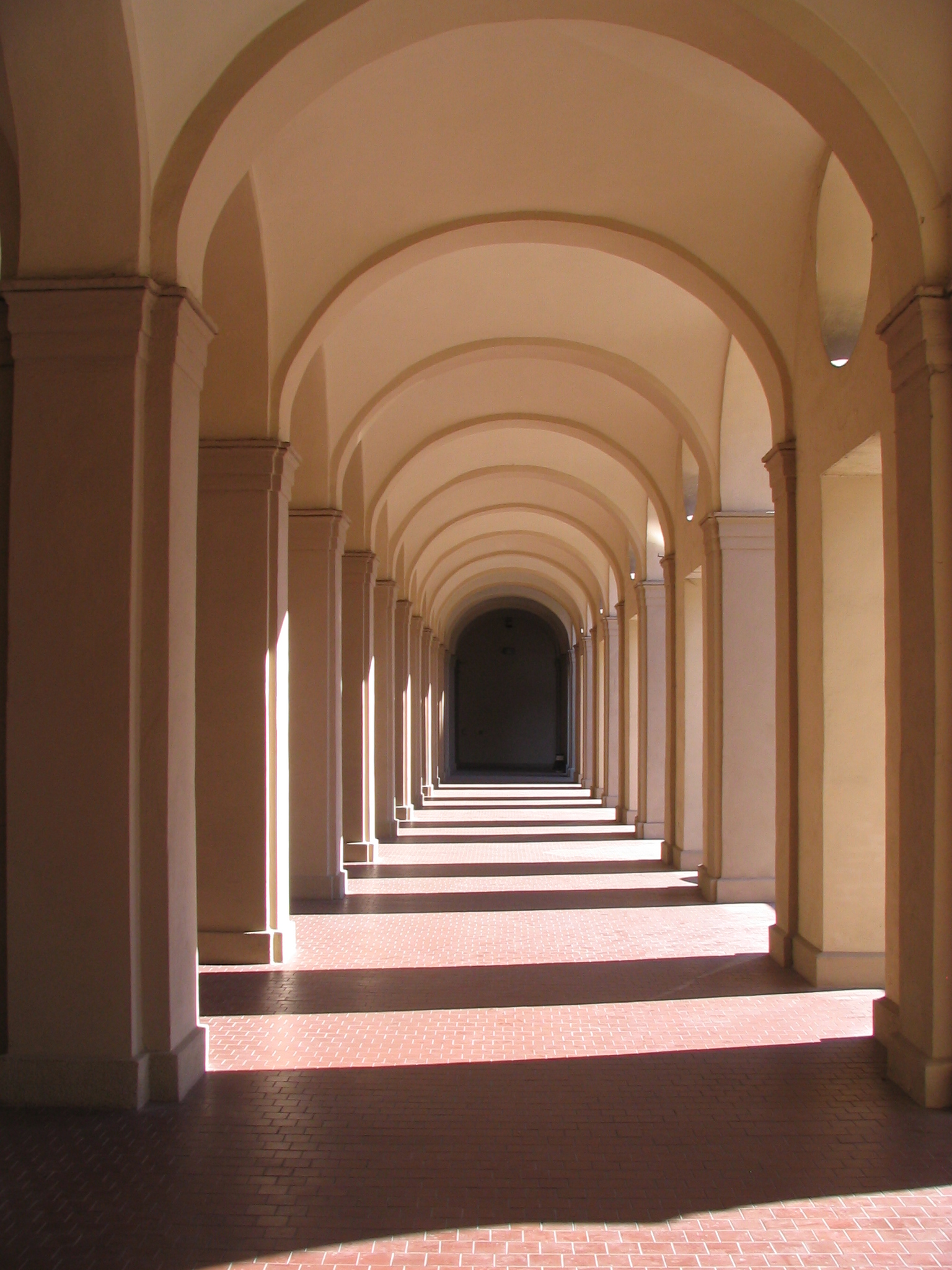
Seminario vescovile, i portici interni
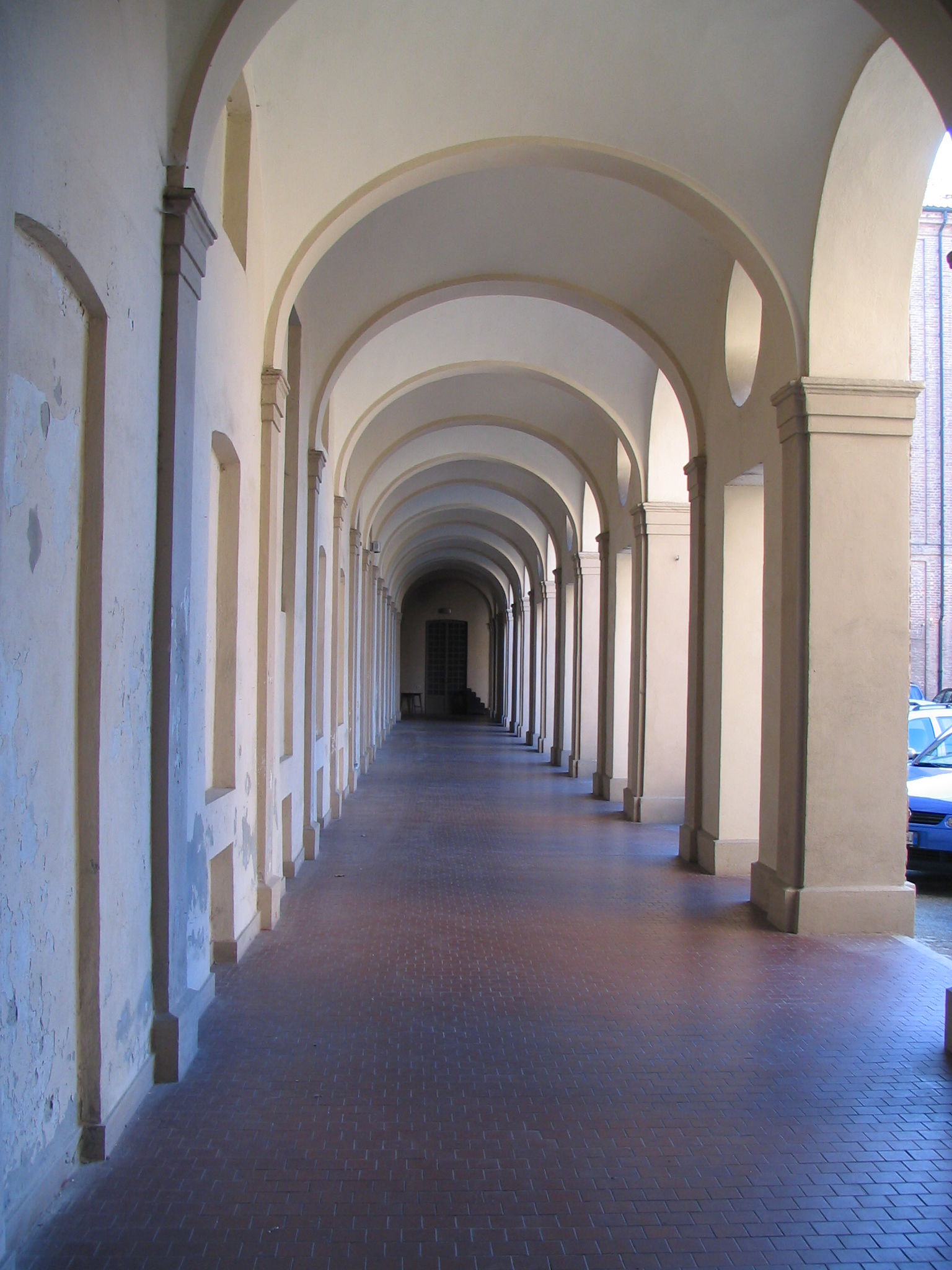
Seminario vescovile, i portici della manica orientale
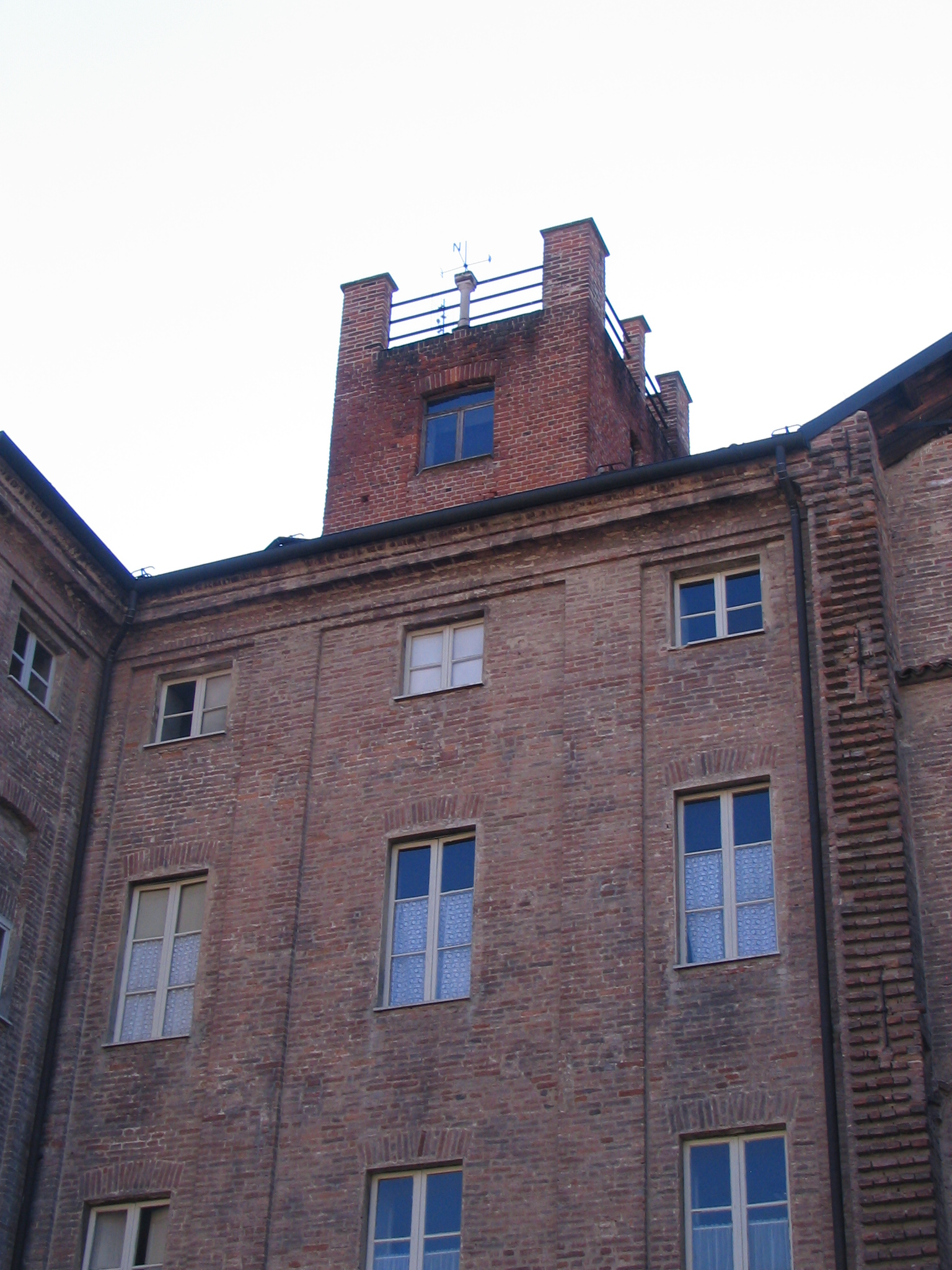
Seminario vescovile, facciata interna
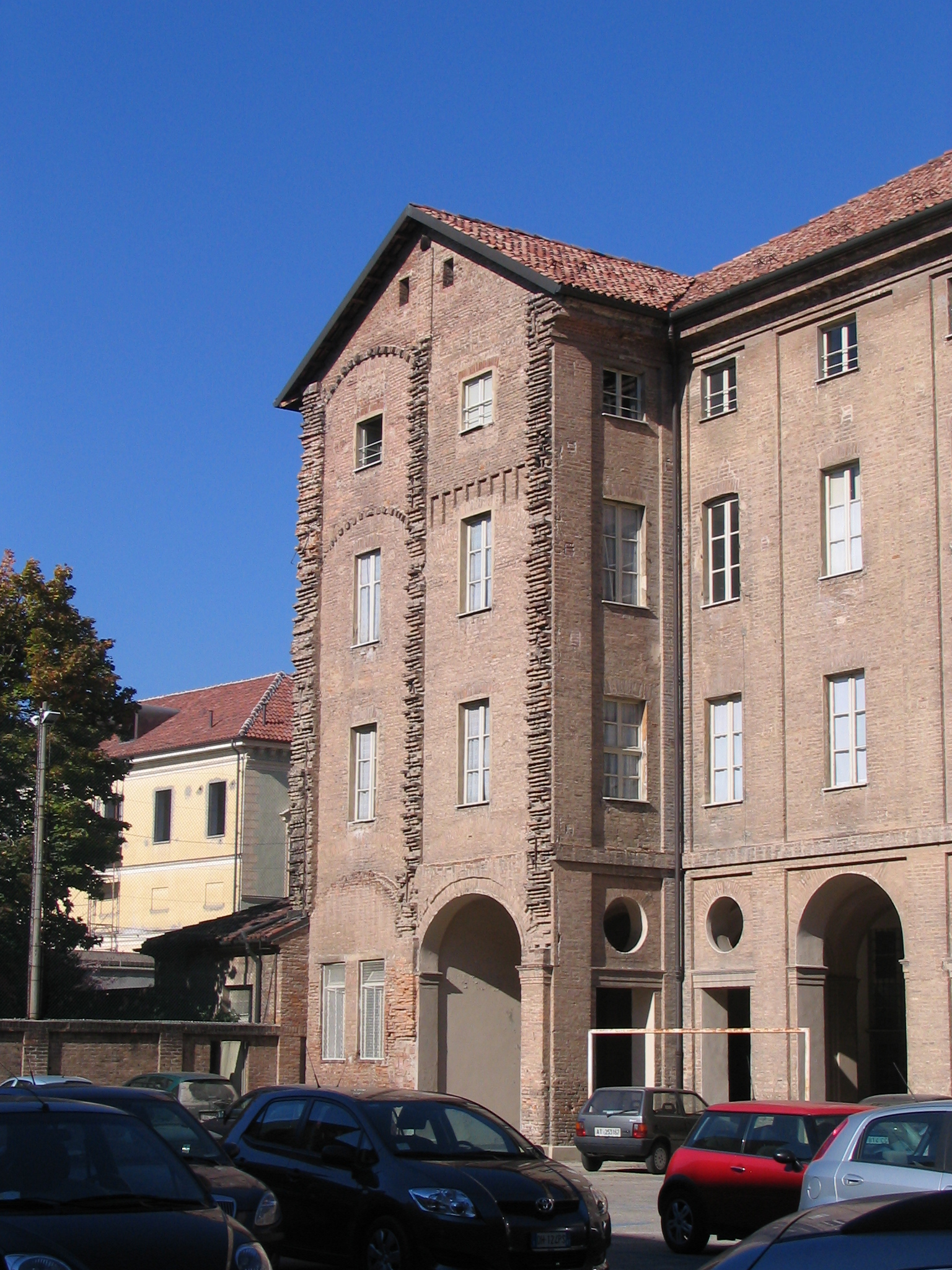
Seminario vescovile, il lato ovest incompiuto